# Dżubb Tina
Dżubb Tina – wieś w Syrii, w muhafazie Aleppo, w dystrykcie As-Safira. W 2004 roku liczyła 245 mieszkańców.